# Nam Dinh FC
Der Thép Xanh Nam Định Football Club (vietnamesisch Câu lạc bộ Bóng đá Thép Xanh Nam Định) ist ein vietnamesischer Fußballverein aus Nam Định. Aktuell spielt der Verein in der ersten Liga, der V.League 1.

## Geschichte
Gegründet wurde der Verein 1965 als Nghiep Ha Nam Ninh, angehörig dem Industrieministerium. Die größten Erfolge des Vereins waren die Meisterschaft 1985 und der Pokalgewinn 2007. Letzterer berechtigte zur Teilnahme an der AFC Champions League 2008. Wo man aber mit nur einem Punkt aus 6 Spielen Gruppenletzter wurde.

## Namensänderungen
| Jahr          | Vereinsname             |
| ------------- | ----------------------- |
| 1975 bis 1999 | Công nghiệp Hà Nam Ninh |
| 2003          | Sông Đà Nam Định        |
| 2006          | Mikado Nam Định         |
| 2007          | Đạm Phú Mĩ Nam Định     |
| 2008          | Mikado Nam Định         |
| 2009 bis 2010 | Megastar Nam Định       |
| 2011 bis 2012 | Mikado Nam Định         |
| 2012 bis 2018 | Nam Định                |
| 2019 bis 2020 | Dược Nam Hà Nam Định    |
| 2021          | Nam Dinh                |

## Vereinserfolge
- Vietnamesischer Meister:  1985, 2023/24, 2024/25

- Vietnamesischer Vizemeister: 2001, 2004

- Vietnamesischer Zweitligameister: 2017

- Vietnamesischer Drittligameister: 2014

- Vietnamesischer Pokalsieger: 2007

- Vietnamesischer Supercup-Sieger: 2024

## Stadion

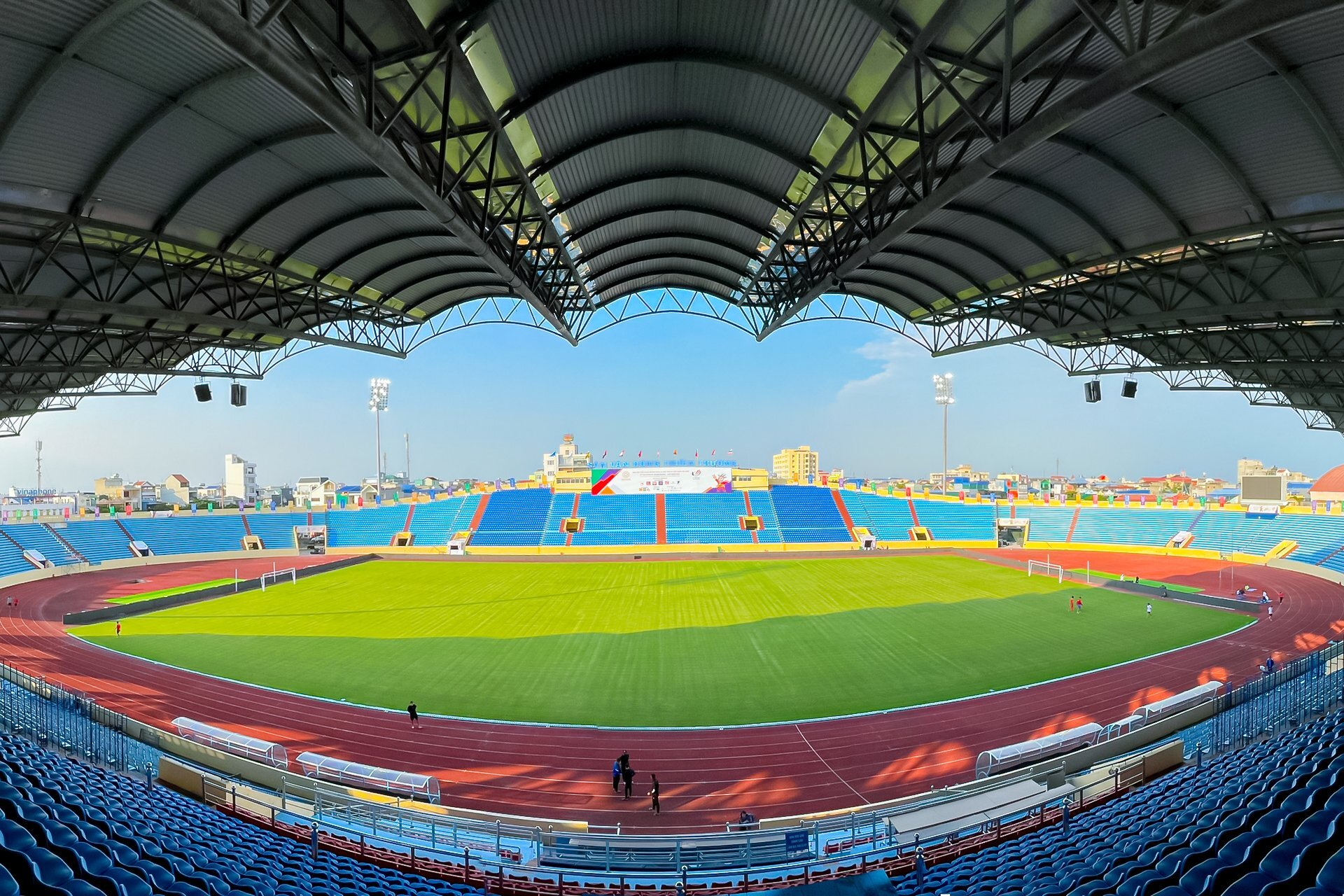
Thiên Trường Stadium

Seine Heimspiele trägt der Verein im Thiên Trường Stadium, auch bekannt als Chùa Cuối Stadium, in Nam Định aus. Das Stadion hat ein Fassungsvermögen von 30.000 Personen.
Koordinaten: 20° 26′ 8,9″ N, 106° 10′ 48″ O

## Ehemalige bekannte Spieler
Ekaphan Inthasen

## Trainerchronik
Stand: Oktober 2024
| Trainer         | Nation     | von              | bis               |
| --------------- | ---------- | ---------------- | ----------------- |
| Hervé Renard    | Frankreich | 1. Juli 2004     | 9. September 2004 |
| Van Sy Nguyen   | Vietnam    | 1. Januar 2017   | 21. Mai 2019      |
| Van Dung Nguyen | Vietnam    | 24. Mai 2019     | 30. November 2020 |
| Van Sy Nguyen   | Vietnam    | 1. Dezember 2020 | 24. August 2022   |
| Hong Viet Vu    | Vietnam    | 24. August 2022  | heute             |